# Abacoberber
Abaco-Berbern var en hästras som levde i förvildat tillstånd på ön Abaco i Bahamas. Hästarna hade funnits på ön sedan koloniseringen av Amerika, och hade utvecklats ur de berberhästar och spanska hästar som fördes med conquistadorerna från Europa till den amerikanska kontinenten. Hästarna var ca 135-155 cm i mankhöjd och kunde ha alla färger utom tigrerad, dock var skäck den vanligaste färgen. 
Efter att ha räddat rasen från utrotning under 1970-talet hade stammen vuxit till 200, men är idag helt försvunnen. Man gjorde ett reservat av den tallskog som hästarna levde i, i ett försök att minska risken för att de sista hästarna skulle dödas innan man lyckats föda upp beståndet.
2010 bestod dock flocken av endast sex hästar. I augusti 2013 fanns endast en häst kvar, ett sto. Och i juli 2015 dog även hon.
Vävnadsprover har sparats för ett framtida kloningprojekt. 

## Historia
Under 1400- och 1500-talet koloniserades både Nord- och Sydamerika och även den karibiska övärlden av spanjorerna, efter Christopher Columbus upptäckt under slutet av 1400-talet. Abaco-berbern anses härstamma från hästar som simmade till ön Abaco när en del av skeppen förliste. På en del av de karibiska öarna höll man även avelsstationer. Christofer Columbus hade bland annat två egna stuterier på Kuba. En del hästar rymde säkerligen eller släpptes fria från dessa avelsstationer och simmade över till Abaco. Många av dessa hästar var av orientalisk härkomst som berberhästar, som funnits i flera hundra år i Spanien efter morernas invasion ca 711 e.Kr. Den största andelen hästar bör dock ha varit av iberiskt ursprung, med den berömda spanska hästen som främsta influens. Hästarna som landsteg på Abaco kunde mer än väl överleva på ön som hade gott om bete och vatten. Stammen växte sig snabbt upp till ca 200 individer. Efter flera hundra år av isolering på ön hade flocken blivit en av de rasrenaste hästarna i jämförelse med de förvildade hästarna som levde på fastlandet, t.ex. mustangen eller bankerhästen. 
Men under 1960-talet byggdes vägar på ön och in i skogarna där hästarna höll till och nästan alla hästar sköts av vildsvinsjägare, några få hästar fångades in och tämjdes. Men en tragedi som inträffade ledde till ytterligare slakt av hästarna. Ett barn som försökte rida en tämjd Abacoberber föll av och dog, vilket resulterade i en masslakt av hästarna. Före detta senatorn Edison Key sa i en intervju att man vid en röjning under 1970-talet hade hittat kadaver och skelett överallt efter hästarna. 
Under mitten av 1960-talet fanns enbart 3 hästar kvar av Abacoberbern. Tack vare några öbor som tog initiativet att rädda hästarna kunde man föra de tre sista hästarna till en gård i närheten av Treasure Cay där man försökte rädda beståndet av hästar. Man lyckades avla fram 35 hästar fram tills början av 1990-talet. 1999 fick hästarna föras tillbaka till farmen för att de skulle undkomma orkanen Floyd. Men efter 1999 dog hälften av dessa hästar, många gånger på grund av att ägarna inte reagerade på det sätt de borde för att kunna rädda hästarna. Hingstar hade dött på grund av att de inte fått veterinärvård efter att de hamnat i slagsmål, ston dog efter att ha fölat och vissa föl dödades av hundar eller till och med människor. De hästar som fötts upp i fångenskap hade knappt kvar de överlevnadsinstinkter som de vilda hästarna hade haft och höll sig på gårdarna där de åt sig feta på dåligt foder och ofta dog av parasiter, kolik och matförgiftningar. Hästarna reds inte heller in och bristen på motion och för mycket mat gjorde att hovarnas kvalitet försämrades kraftigt hos de hästar som föddes på gårdarna. Sedan 1998 har inga föl av Abaco-berbern fötts. Föreningen Wild Horses of Abaco Preservation Society (WHOA) startades för att jobba aktivt med att försöka bevara Abaco-Berbern. 
Fram till 1998 var hästarnas härstamning fortfarande okänt, men nu började man lägga fram teorier om att hästarna skulle härstamma från morernas Berberhästar som förts till Spanien redan 711. Under 2002 samlades hästarna in på en farm i Abaco där man gjorde tre separata genetiska tester på hästarna där man testade deras DNA, samt analyserade foton och filmer på hästarna och man fann då att Abaco-berbern har blodslinjer från den nordafrikanska berberhästen samt från spanska hästar. Rasen blev då godkänd som en egen, unik ras av "Horse of the Americas Registry" och fick då sitt namn Abaco-berber. De registrerades under föreningens eget register där hästar av bevisat spanskt ursprung registreras, så kallad Spanish colonial horse. Genom att avla in berberhästar och andalusier i rasen fick man en större stam med mindre risk för inavel bland de få exemplar som fanns kvar. 
Under mitten av 2004 var hästbeståndet så lågt som 12 stycken exemplar. För att stammen skulle kunna överleva flyttade man den till ett stort reservat som låg i närheten av gården. En liten del av detta reservat skyddas genom soldrivna elektriska staket. Idag finns inga planer på att sälja hästarna till omvärlden förrän stammen ökat kraftigt i antal och intresset för rasen ökat. WHOA har bland annat försökt väcka intresse genom de berömda modellhästarna som görs av Breyer. 2005 lanserades en specialutgåva av Breyers modellhästar, en kopia av ledarhingsten i stammen, kallad Capella, en brunskäck med stor vit lykta i ansiktet. En del av pengarna som kom in från försäljningen skulle ges till föreningen för att hjälpa till i bevarandet av rasen. 

## Egenskaper
Abaco-berbern är precis som sin förfader, berberhästen, en lätt ridhäst, med ett relativt hetsigt temperament. Den är ädel med fina drag, ett ganska långsmalt huvud med kraftigt utåtbuktande nosprofil, liten mule och stora ögon. Kroppen är kompakt med starka ben och några hästar har fortfarande vildhästarnas stenhårda hovar. Man och svans är ofta långa och vågiga med kraftigt tagel. 
Det orientaliska inflytandet har gett en ras med stor uthållighet och livet i det vilda har gett en stor överlevnadsinstinkt. Hästarna lever främst i de tallskogar som finns på Abaco, och lever på både träden och gräs för att livnära sig. Abacoberbern har ärvt skäckfärgen av de spanska hästarna då dessa inte existerar hos den vanliga berberhästen. 